# Altavas
Altavas è una municipalità di quarta classe delle Filippine, situata nella Provincia di Aklan, nella Regione del Visayas Occidentale.
Altavas è formata da 14 baranggay:
- Cabangila
- Cabugao
- Catmon
- Dalipdip
- Ginictan
- Linayasan
- Lumaynay
- Lupo
- Man-up
- Odiong
- Poblacion
- Quinasay-an
- Talon
- Tibiao